# Mieczysław Tofil

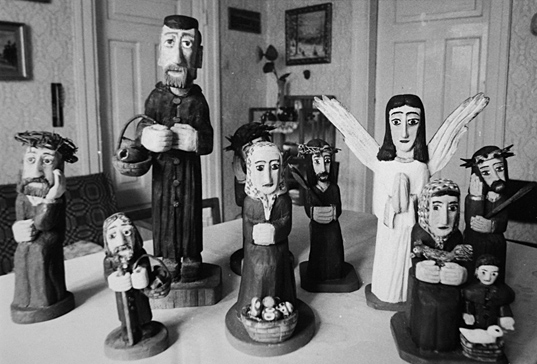
Rzeźby Mieczysława i Anny Tofil

Mieczysław Tofil (ur. 25 września 1902 w Pruszkowie, zm. 2 kwietnia 1998 tamże) – twórca sztuki ludowej, honorowy obywatel Piastowa.

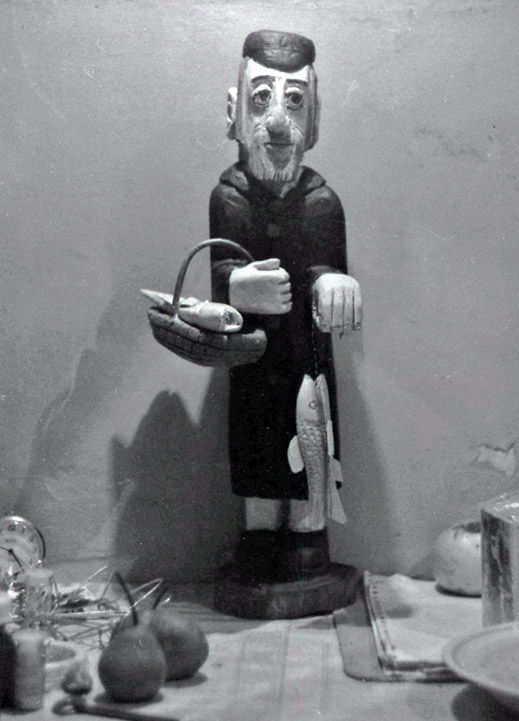
Żyd – handlarz rybami

## Życiorys
Drugi syn z siedmiorga dzieci Władysława i Zofii Majewskiej. W 1915 roku, w wyniku ewakuacji Fabryki Towarzystwa Akcyjnego Pruszkowskiej Fabryki Wyrobów Metalowych przez władze carskie, w której pracował jego ojciec, wraz z całą rodziną zostaje wywieziony na Ukrainę, do Słowiańska (gub. charkowska). Po powrocie, w 1919–1920 studiuje w seminarium duchownym Zgromadzenia Księży Misjonarzy w Krakowie. Od końca 1923 do marca 1925 odbywa służbę wojskową jako pisarz kompanijny w 81. Pułku Strzelców w Grodnie. Po powrocie do Warszawy podejmuje pracę w księgarni naukowej i składzie nut Gebethner i Wolff w kordegardzie pałacu Potockich na Krakowskim Przedmieściu. Od 1928 roku zatrudniony jako kancelista Polskich Kolei Państwowych w Pruszkowie.
Brał udział, wraz z urzędnikami wydziału meldunkowego w Piastowie, w konspiracyjnej pomocy dla mieszkańców Warszawy po upadku Powstania Warszawskiego. Gromadzonym w niemieckim obozie przejściowym wystawiał fikcyjne dokumenty zamieszkania, ratując ich przed wywózką lub śmiercią. Po wojnie kontynuuje pracę w PKP, aż do przejścia na emeryturę. W połowie lat 60. wraz z żoną Anną Kowalską-Tofil pod wpływem odwiedzin w Liceum Sztuk Plastycznych im. Antoniego Kenara w Zakopanem, zapoczątkowali, jednocześnie wspólną i indywidualną, ponad 30-letnią twórczość rzeźbiarską.
W 1991 roku otrzymali Honorowe Obywatelstwo Miasta Piastowa.
Zmarł 2.04.1998 r. Pochowany został na cmentarzu parafii św. Jadwigii w Milanówku.
Był ojcem Janusza i Benedykta Tofilów.

## Twórczość
Mieczysław Tofil jest autorem kilkuset figur i figurek drewnianych, w większości świątków. Rzeźbił także postacie żydowskich handlarzy ulicznych, rzemieślników, aniołów, nobliwe figury świętych, przejmujące i pełne zadumy rzeźby Chrystusa Cierpiącego czy Frasobliwego oraz tradycyjne "Piety". Każda z prac była w sposób oryginalny, charakterystycznie ubogacana polichromią. Dzięki pośrednictwu Ars Polony oraz Desy większość rzeźb trafiła za granicę, do muzeów etnograficznych w Niemczech, Szwajcarii, Japonii i do prywatnych kolekcjonerów na całym świecie. W 1976 roku dorobkiem Mieczysława Tofila i jego żony zainteresował się niemiecki dziennikarz, korespondent zachodnioniemieckich mediów w Polsce, a także kolekcjoner sztuki ludowej Ludwig Zimmerer. Za jego sprawą stali się jednymi z bohaterów dokumentalnego filmu Andrzeja Wajdy pt. "Zaproszenie do wnętrza".